# Homens (Terra Média)
Na ficção de J. R. R. Tolkien sobre a Terra-média, os termos Homem e Homens referem-se aos humanos, independentemente de serem do sexo masculino ou feminino, em contraste com Elfos, Anões, Orcs e outras raças humanoides presentes na  mitologia da Terra-média. Os Homens são descritos como o segundo povo ou os "filhos mais jovens", criados após os Elfos e distintos destes por sua mortalidade. Junto aos  Ents e Anões, constituem os "povos livres" da Terra-média, em oposição aos povos escravizados, como os Orcs.
Tolkien utiliza os Homens da Terra-média, em interação com os Elfos imortais, para explorar diversos temas em O Senhor dos Anéis [en], especialmente a morte e a imortalidade. Esse tema permeia toda a obra, sendo central no apêndice " O Conto de Aragorn e Arwen". Enquanto os Hobbits representam um povo simples, ligado à terra e amante do conforto, os Homens são muito mais diversificados, abrangendo desde vilões mesquinhos e taberneiros de raciocínio lento até o gentil guerreiro  Faramir e o verdadeiramente heroico Aragorn. Tolkien buscava criar um romance heróico adaptado à era moderna. Estudiosos identificaram paralelos históricos para as diversas raças de Homens, remontando tanto à Idade Média quanto à Antiguidade clássica.
O Senhor dos Anéis destaca que a fraqueza dos Homens reside no desejo por poder. O Um Anel promete um poder imenso, mas é ao mesmo tempo maligno e viciante, conforme explorado no tema do  vício no poder. Tolkien utiliza Aragorn e o guerreiro Boromir, os dois Homens na Sociedade formada para destruir o Anel, para ilustrar reações opostas a essa tentação. Fica evidente que, exceto pelos Homens, todos os  povos da Terra-média estão em declínio e desaparecendo: os Elfos partem, e os Ents não têm descendentes. Na Quarta Era, a Terra-média é habitada majoritariamente por Homens, refletindo a intenção de Tolkien de retratar o mundo real em um passado distante.
Comentadores questionaram a postura de Tolkien em relação à raça, observando que os povos "bons" são brancos e vivem no Oeste, enquanto os inimigos podem ser de pele escura e habitar o Leste e o Sul. Contudo, outros apontam que Tolkien era fortemente antirracista em sua vida pessoal.

## No mundo fictício

### Criação
Na mitologia fictícia de J. R. R. Tolkien, presente em O Hobbit, O Senhor dos Anéis e O Silmarillion, a raça dos Homens é a segunda criada pelo Único Deus, Ilúvatar, sendo conhecida como os "filhos mais jovens". Por terem despertado na  Primeira Era, no início dos  Anos do Sol, muito após os Elfos, estes os chamaram de "nascidos depois" ou, em Quenya, Atani, o "Segundo Povo". Assim como os Elfos, os Homens surgiram no Leste da Terra-média, espalhando-se pelo continente e desenvolvendo uma ampla variedade de culturas e etnias. Diferentemente dos Elfos, os Homens são mortais; ao morrerem, seguem para um destino desconhecido até mesmo pelos Valar, seres divinos.

### Povos livres
Os Homens estão entre os quatro "povos livres" listados no poema recitado pelo Ent  Barbárvore; os outros são Elfos, Anões e Ents. Os Hobbits, ausentes dessa lista, são um ramo da linhagem dos Homens. Os Hobbits eram desconhecidos dos Ents, mas, ao conhecer Merry [en] e Pippin [en], Barbárvore imediatamente os incluiu na lista.
O conceito de povos livres também é compartilhado por Elrond. O estudioso de Tolkien Paul H. Kocher [en] observa que, ao estilo da medieval Scala naturæ, essa lista posiciona os Homens e outros povos falantes acima dos animais, aves e répteis, mencionados em seguida. "Homem, o mortal, mestre dos cavalos" aparece como o último dos povos livres, criados separadamente.

### Diversidade

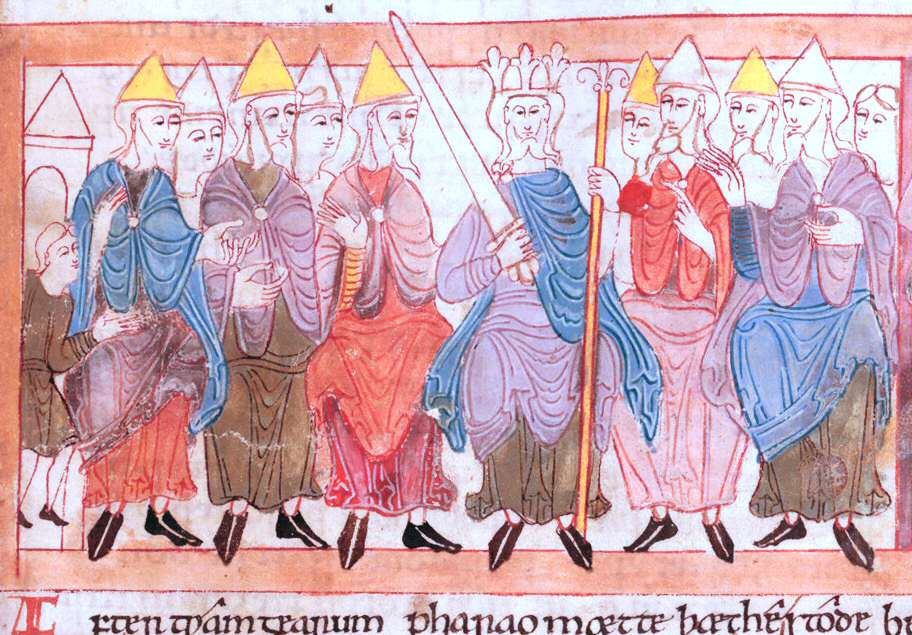
Tolkien baseou os Rohirrim, os Cavaleiros de Rohan, nos Anglo-saxões (aqui em uma ilustração do século XI).

Embora todos os Homens no Legendarium de Tolkien sejam relacionados entre si, existem diversos grupos com culturas distintas. Aqueles aliados dos Hobbits em O Senhor dos Anéis incluem os Dúnedain, homens que lutaram ao lado dos Elfos na Primeira Era contra Morgoth em Beleriand, dos quais descendem outros grupos amistosos, como os Guardiões, incluindo Aragorn, e os homens de Gondor; além de seus aliados, os Rohirrim.

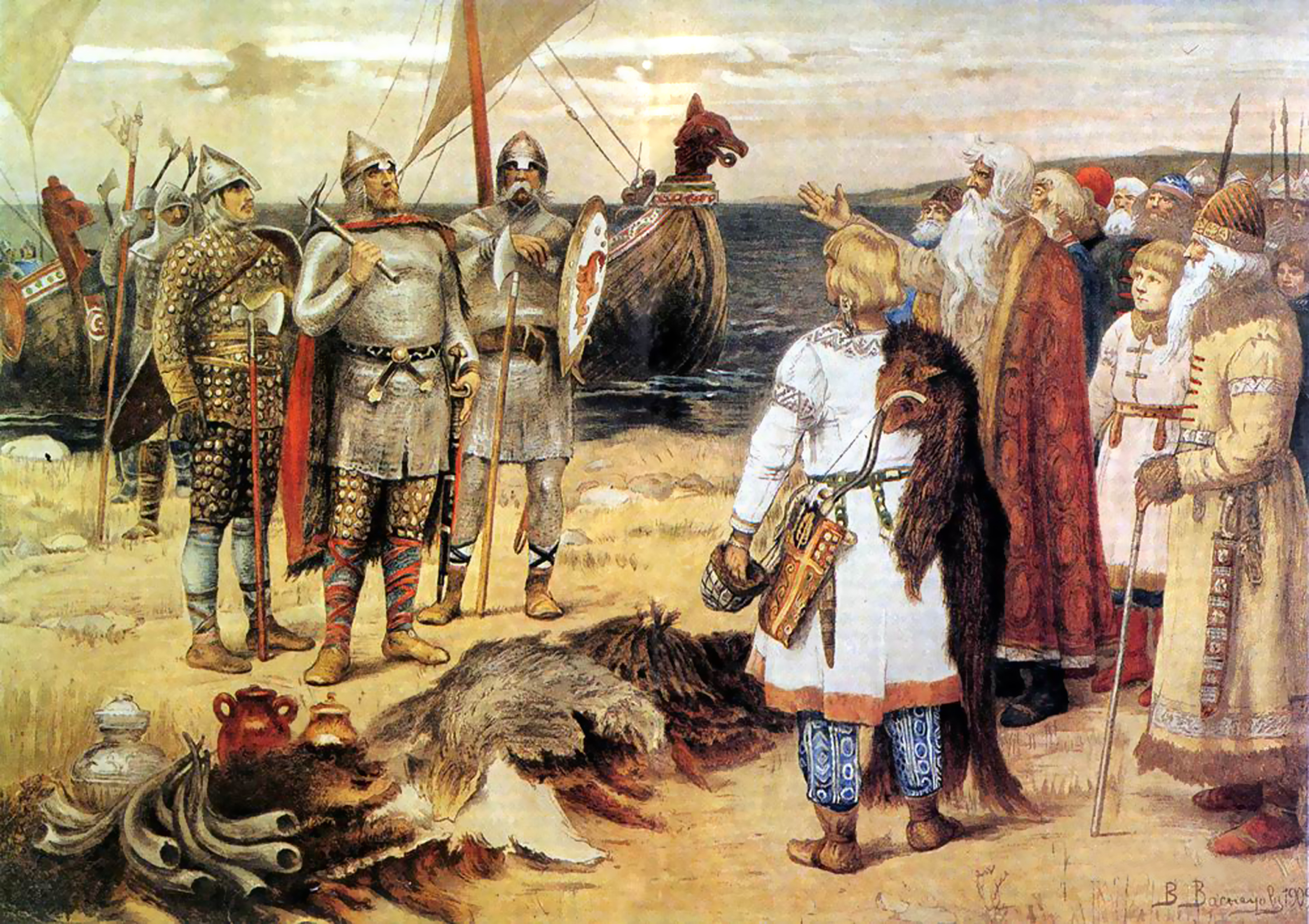
Os Variags de Khand foram nomeados a partir dos Varangianos, mercenários germânicos medievais. Pintura de Viktor Vasnetsov

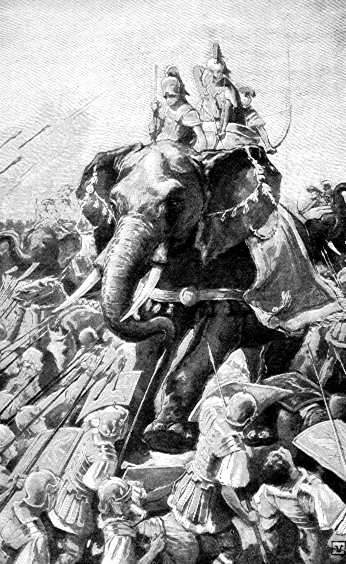
Os Haradrim usavam elefantes de guerra, assim como Pirro de Epiro. Ilustração de Helene Guerber.

Os principais adversários humanos em O Senhor dos Anéis são os  Haradrim e os Orientais. Os Haradrim, ou Sulistas, eram hostis a Gondor e utilizavam elefantes em combate. Tolkien os descreve como "swart" (de pele escura). Os Orientais habitavam Rhûn, a vasta região leste da Terra-média, e lutavam nos exércitos de Morgoth e Sauron. Tolkien os caracteriza como "de olhos oblíquos"; eles montavam cavalos ou carroças, o que lhes valeu o nome de "cavaleiros de carroças". Os Variags de Khand formavam um terceiro grupo, menor, aparecendo como vassalos de Mordor na Batalha dos Campos de Pelennor. Seu nome deriva de em russo: Варяги (Variag), referência aos Varegues, guerreiros vikings ou germânicos que atuavam como mercenários. Outros adversários humanos incluem os Númenorianos Negros, homens bons que se corromperam; e os Corsários de Umbar, rebeldes de Gondor.
| Nação/grupo                                          | Cultura                                               | Linguagem                 | Análogos no mundo real                            |
| ---------------------------------------------------- | ----------------------------------------------------- | ------------------------- | ------------------------------------------------- |
| Bree                                                 | Aldeia; agricultura; casas de madeira, terra, pedra   | Westron                   | Inglaterra Medieval [en]                          |
| Beornings                                            | Salão de madeira; apicultura, bovinocultura de leite  | Westron                   | Mitologia nórdica (Bödvar Bjarki [en]); Beowulf   |
| Dale                                                 | Cidades, negócios, tavernas                           | Própria                   | Europa medieval germânica                         |
| Drúedain [en], Homens selvagens, Homens-Púkel, Woses | Floresta                                              | Própria                   | Lendas de homens selvagens da Europa medieval     |
| Dunlendings Homens selvagens de Dunland              | Agricultura                                           | Westron, Dunlendish       | Britanos celtas                                   |
| Easterlings Povo de Rhûn, Wainriders                 | Cavalos, carros de guerra                             | Própria                   | Hunos                                             |
| Gondor e os Dúnedain                                 | Cidades, arquitetura de pedra; literatura, música     | Westron, Sindarin, Quenya | Império Bizantino, Godos, Lombardos, Antigo Egito |
| Haradrim Southrons                                   | Deserto; elefantes de guerra; incursão em navios      | Própria                   | Inimigos da Roma Antiga                           |
| Riders of Rohan                                      | Salões de hidromel de madeira, agricultura, equitação | Rohirric, Westron         | Anglo-saxões, Godos                               |
| Variags of Khand                                     | Mercenários                                           | Própria                   | Varegues                                          |

A estudiosa Sandra Ballif Straubhaar [en] observa, em The J. R. R. Tolkien Encyclopedia [en], que  Faramir, filho do Regentes de Gondor, profere um discurso "arrogante" do qual posteriormente "se arrepende", classificando os tipos de Homens conforme a perspectiva dos Homens de origem Númenóreana ao final da Terceira Era. Ela ressalta, ainda, que essa taxonomia provavelmente não deve ser interpretada literalmente.
| Altos Homens Homens do Oeste Númenóreanos                             | Homens do meio Homens do crepúsculo                                                                                                 | Homens Selvagens Homens da Escuridão                                                                                              |
| --------------------------------------------------------------------- | --- | --- |
| As Três Casas de Edain que foram para Númenor, e os seus descendentes | Edain de outras casas que ficaram na Terra Média; tornaram-se as nações bárbaras de Rhovanion, Dale, a Casa de Beorn e os Rohirrim. | group=nota\|Não é claro se os amigos Lossoth (Homens da Neve da Baía de Gelo de Forochel) e os Drúedain fazem parte deste grupo.} |

### História
Em um mundo povoado por outras raças inteligentes e cultas, os Homens da Terra-média interagem entre si e com essas raças em uma história complexa, narrada principalmente em O Silmarillion. Em geral, os Homens mantêm relações amistosas com os outros povos livres, especialmente os Elfos, enquanto são inimigos implacáveis dos povos escravizados, como os Orcs. Na Primeira Era, os Homens, conhecidos como Edain, habitavam Beleriand, no extremo oeste da Terra-média. Eles formam uma aliança com os Elfos e participam de uma guerra desastrosa contra o primeiro Senhor do Escuro, Morgoth, que resulta na destruição de Beleriand. Como recompensa por lutarem nessa guerra, o criador, Eru Ilúvatar, concede aos Edain a nova ilha de Númenor como lar.
A diferença fundamental entre Homens e Elfos torna-se agora central na narrativa: os Elfos são imortais e retornam a Valinor, lar dos divinos Valar, quando se cansam da Terra-média ou são mortos em batalha; os Homens, por outro lado, são mortais. O servo de Morgoth, Sauron, tenta os Homens de Númenor a atacar Valinor em busca da imortalidade, insinuando falsamente que basta estar naquele lugar para alcançá-la. Como consequência, os Homens e Númenor são destruídos: a ilha é submersa, à semelhança de Atlântida; o mundo é tornado esférico; e Valinor é removida do alcance, acessível apenas aos Elfos. O corpo de Sauron é destruído, mas seu espírito escapa, tornando-se o novo Senhor do Escuro da Terra-média. Um remanescente dos Homens de Númenor que permaneceu fiel, liderado por  Elendil, navega até a Terra-média, onde funda os reinos de Arnor ao norte e Gondor ao sul, conhecidos como os Dúnedain, "Homens do Oeste". Arnor fragmenta-se e declina até seus reis se tornarem Guardiões nas terras selvagens, mas eles preservam a memória de Númenor, ou "Westernesse", por muitas gerações até Aragorn, protagonista de O Senhor dos Anéis. Em Gondor, a linhagem real eventually se extingue, e o país passa a ser governado por regentes, com o trono vazio, até o retorno de Aragorn.

### Casamentos mistos e imortalidade
Tolkien afirmou que o principal tema de O Senhor dos Anéis é a morte e o desejo humano de escapar dela. Esse tema, recorrente em toda a obra, é especialmente evidente no apêndice "O Conto de Aragorn e Arwen", no qual a Elfa imortal Arwen escolhe a mortalidade para se casar com o Homem mortal Aragorn. O resultado, assim como no casamento anterior de seus ancestrais  Lúthien e Beren na Primeira Era em Beleriand, é tornar a linhagem de Aragorn excepcionalmente longeva entre os Homens. Com os casamentos da família real com outros povos de Gondor, isso contribui para manter ou até prolongar a expectativa de vida de toda a raça.

### Declínio

Tolkien imaginou Arda como a Terra em um passado distante. Com a perda de todos os seus povos, exceto os Homens, e a reformulação dos continentes, tudo o que resta da Terra-média é uma vaga memória em folclore, lenda e palavras antigas. As formas dos continentes são meramente esquemáticas.

A sensação predominante em O Senhor dos Anéis, apesar das vitórias e da tão aguardada ascensão de Aragorn ao trono e seu casamento, é de  declínio e queda, ecoando a visão da mitologia nórdica de que tudo será inevitavelmente destruído. Como destacou a estudiosa de Tolkien Marjorie Burns [en], "Aqui está uma mitologia onde até os deuses podem morrer, deixando no leitor uma percepção vívida dos ciclos da vida, com a consciência de que tudo chega ao fim, e que, embora [o maligno] Sauron possa desaparecer, os Elfos também irão desvanecer." Isso se alinha com a concepção de Tolkien da Terra-média como a Terra em uma era distante do passado e com sua aparente intenção de criar uma mitologia para a Inglaterra [en]. Ele combinou mitos e lendas medievais, sugestões de poemas e nomes quase esquecidos para construir um mundo de Magos, Elfos, Anões,  Anéis de Poder, Hobbits, Orcs, Trolls e Espectros do Anel, além de Homens heroicos com sangue élfico nas veias, acompanhando sua história por longas eras — desde que, ao final, ele destruísse tudo novamente, deixando apenas vagas lembranças. Ao término de O Senhor dos Anéis, o leitor descobre que os Elfos partiram para o Extremo Oeste, sem retorno, e que os demais povos — Anões, Hobbits, Ents e outros — estão em declínio e desaparecendo, restando apenas um mundo de Homens.
Kocher observa que o vislumbre mais distante do futuro dos Homens em O Senhor dos Anéis ocorre na conversa entre o Elfo Legolas e o Anão Gimli, amigos próximos, quando visitam pela primeira vez Minas Tirith, a capital dos Homens de Gondor, e percebem os sinais de decadência ao seu redor. Gimli afirma que as obras dos Homens sempre "não cumprem suas promessas"; Legolas responde que, mesmo assim, "raramente falham em sua semente", em contraste marcante com a escassez de filhos entre Elfos e Anões, sugerindo que os Homens sobreviverão às outras raças. Gimli insiste que os projetos dos Homens "terminam em nada, apenas em possibilidades não realizadas". Legolas apenas retruca: "A isso os Elfos não sabem a resposta". Kocher comenta que essa "pequena fuga triste" contrasta com o tom esperançoso do restante da obra, que permanece otimista mesmo diante de desafios aparentemente intransponíveis.

## Análise

### Ambição por poder
Kocher escreve que os  Anéis de Poder refletiam as características da raça destinada a usá-los. Os destinados aos Homens "estimulavam e concretizavam sua ambição por poder". Enquanto os resistentes Anões rechaçavam o domínio de Sauron e os Elfos escondiam  seus Anéis dele, com os Homens o plano de Sauron "funciona perfeitamente", transformando reis ambiciosos em Espectros do Anel, os nove Cavaleiros Negros. Com o Um Anel para governá-los, Sauron obtém controle total, e eles se tornam seus servos mais poderosos. Kocher comenta que, para Tolkien, o exercício do livre-arbítrio pessoal, o dom mais precioso, é "a marca distintiva de sua individualidade". Os sábios, como o Mago Gandalf e a rainha élfica Galadriel, evitam, portanto, pressionar qualquer um. Em contraste, Sauron é maligno justamente por buscar dominar a vontade alheia; os Espectros do Anel, os nove reis caídos dos Homens, são os exemplos mais claros desse processo.
Kocher afirma que o principal Homem em O Senhor dos Anéis é Aragorn, embora críticos frequentemente o ignorassem em favor de Frodo como protagonista. Aragorn é um dos dois Homens na Sociedade do Anel, os nove caminhantes dos Povos Livres que se opõem aos nove Cavaleiros Negros. O outro é Boromir, filho mais velho do Senescal de Gondor, e os dois Homens são marcadamente opostos. Ambos são ambiciosos e pretendem um dia governar Gondor. Boromir planeja lutar bravamente para salvar Gondor, com qualquer ajuda disponível, e herdar o posto de Senescal. Aragorn sabe que descende da linhagem real, mas é desconhecido em Gondor. Quando se encontram no Conselho de Elrond [en], disputam quem tem contido Sauron. Aragorn apresenta os fragmentos da espada quebrada de seu ancestral, Elendil, e pergunta a Boromir se ele deseja o retorno da Casa de Elendil (a linhagem dos reis). Boromir responde evasivamente que receberia a espada de bom grado. O Um Anel é então exibido ao Conselho. Boromir imediatamente pensa em usá-lo. Elrond explica os perigos do Anel; Boromir, relutante, abandona temporariamente a ideia, sugerindo novamente que a espada de Elendil poderia salvar Gondor, se Aragorn for forte o suficiente. Aragorn responde com graça à sugestão indelicada. Kocher observa que, ao ser ousado e diplomático, Aragorn conquista tudo o que queria de Boromir: a espada é reconhecida como genuína, assim como sua reivindicação sobre ela, e ele é convidado a retornar a Gondor. A Sociedade parte, unida temporariamente; ao chegarem a Parth Galen, Boromir tenta tomar o Anel de Frodo, levando Frodo a usá-lo para escapar; a Sociedade se dispersa. Orcs atacam, buscando o Anel; Boromir se arrepende e morre tentando salvar os Hobbits, um ato que o redime. Aragorn concede a Boromir um honrado funeral em barco. A missão eventualmente triunfa, e Aragorn, fortalecido por muitos perigos e decisões sábias, é coroado Rei. Boromir cedeu à tentação do poder e caiu; Aragorn respondeu corretamente e ascendeu.

### Raça
O status das raças amistosas tem sido debatido por críticos. David Ibata, escrevendo no The Chicago Tribune, afirma que os protagonistas de O Senhor dos Anéis têm pele clara, sendo em grande parte loiros e de olhos azuis. Ele sugere que ter os "mocinhos" brancos e seus oponentes de outras raças, tanto no livro quanto no filme, aproxima-se desconfortavelmente do racismo. A teóloga Fleming Rutledge [en] aponta que o líder dos Drúedain, Ghân-buri-Ghân, é tratado como um nobre selvagem. Michael N. Stanton escreve em The J. R. R. Tolkien Encyclopedia que os Hobbits são "uma forma distinta de seres humanos" e nota que sua fala contém "elementos vestigiais" que sugerem uma origem no Norte da Terra-média.
A estudiosa Margaret Sinex afirma que a construção de Tolkien dos Orientais e Sulistas baseia-se em séculos de tradição cristã de criar um "sarraceno imaginário". Zakarya Anwar considera que, embora Tolkien fosse antirracista, suas obras de fantasia podem certamente ser mal interpretadas.
Com suas diferentes raças de Homens organizadas do bem no Oeste ao mal no Leste, do simples no Norte ao sofisticado no Sul, Tolkien construiu, na visão de John Magoun, uma " geografia moral plenamente expressa": Gondor é ao mesmo tempo virtuoso, por estar no Oeste, e problemático, por estar no Sul; Mordor, no Sudeste, é infernal, enquanto  Harad, no extremo Sul, "regrediu à selvageria quente".
Peter Jackson, em sua trilogia de filmes O Senhor dos Anéis, veste os Haradrim com longas túnicas vermelhas e turbantes, colocando-os sobre elefantes, o que lhes dá, na opinião de Ibata, a aparência de "tribos do Norte da África ou do Oriente Médio". Ibata observa que o livro complementar do filme, The Lord of the Rings: Creatures, descreve-os como "forasteiros exóticos" inspirados em "guerreiros sarracenos do século XII". Os soldados Orientais de Jackson são cobertos de armadura, revelando apenas seus "olhos negros como carvão" pelas fendas dos capacetes. Ibata comenta que eles parecem asiáticos, com seus capacetes remetendo tanto a capacete de samurai quanto a chapéus cônicos de "coolie".

### De "simplório" a herói

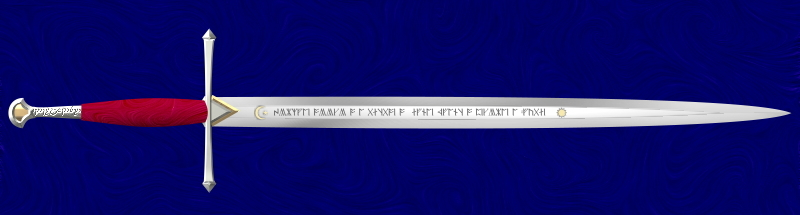
Uma espada digna de um herói: en, "Chama do Oeste", é forjada novamente, "pois Aragorn, filho de Arathorn, iria à guerra nas fronteiras de Mordor".

A estudiosa de Tolkien, Deborah C. Rogers, compara os Homens de O Senhor dos Anéis com os Hobbits. Ela observa que os Hobbits são, em certa medida, os "simplórios" baixos, simples e apegados à terra da história, que apreciam cerveja e conforto e não desejam embarcar em aventuras; eles se encaixam no perfil do anti-herói da literatura moderna e nos modos literários inferiores de Northrop Frye em sua teoria, incluindo várias formas de humor.
Em contraste, os Homens de Tolkien não são uniformes: Rogers menciona o "vilão mesquinho", Bill Ferny; o "repugnante" Gríma [en]; o taberneiro de raciocínio lento Barliman Manteigueira de Bree; "aquele retrato da danação",  Denethor, Regente de Gondor; e, na escala superior, o rei  Théoden, trazido de volta à vida após a corrupção de Língua de Cobra; o "guerreiro gentil" Faramir e seu irmão, o herói-vilão Boromir; e, finalmente, o guardião Aragorn, que se torna rei.
Aragorn é o oposto do típico hobbit: alto, não provinciano, indiferente aos desconfortos da vida selvagem. Inicialmente, em Bree, ele aparece como um Guardião do Norte, um homem castigado pelo tempo chamado Passolargo. Gradualmente, o leitor descobre que ele é herdeiro do trono de Gondor e está noivo de Arwen, uma mulher élfica. Equipado com uma espada mágica nomeada [en], ele emerge como um herói inequívoco, no modo literário "Mimético Alto" ou "Romântico" de Frye, tornando todo o romance, de fato, um romance heroico: ele reconquista seu trono, casa-se com Arwen e tem um reinado longo, pacífico e feliz.

### Obras de J. R. R. Tolkien
1. 1 2  (Tolkien 1954), livro 3, cap. 4 "Barbárvore"
2. ↑  (Tolkien 1954a), "Prólogo"
3. ↑  Tolkien, J. R. R. (1975). «Guia para os Nomes em O Senhor dos Anéis, "Os Primogênitos"». In:  Lobdell, Jared. A Tolkien Compass. [S.l.]: Open Court. p. 162. ISBN 978-0875483030. Consultado em 9 de abril de 2025
4. ↑  (Carpenter 2023, #131 a Milton Waldman, final de 1951)
5. ↑  (Tolkien 1954a), livro 2, cap. 3 "O Anel Segue para o Sul"
6. 1 2  (Tolkien 1977), cap. 17 "Da Chegada dos Homens ao Oeste" e capítulos subsequentes
7. ↑  (Carpenter 2023, #203 a Herbert Schiro, 17 de novembro de 1957)
8. 1 2  (Carpenter 2023, #211 a Rhona Beare, 14 de outubro de 1958)
9. ↑  (Tolkien 1955), Apêndice A: "Anais dos Reis e Governantes": I "Os Reis Númenóreanos": (v) "Aqui segue uma parte do conto de Aragorn e Arwen"
10. ↑  (Tolkien 1955), livro 5, cap. 9 "O Último Debate"
11. ↑  (Tolkien 1954a), livro 2, cap. 2 "O Conselho de Elrond"
12. ↑  (Tolkien 1954a), livro 2, cap. 3, "O Anel Segue para o Sul"